# Estadio Huachipato-CAP Acero
Das Estadio Huachipato-CAP Acero (bis 2015 Estadio CAP) ist ein Fußballstadion in der chilenischen Hafenstadt Talcahuano, Región del Biobío. Es bietet Platz für 10.579 Zuschauer. Der Fußballverein CD Huachipato trägt hier seine Heimspiele aus. Von 2010 bis 2012 spielte auch der CD Naval de Talcahuano im Estadio CAP.

## Geschichte
Das Stadion wurde 2009 auf dem Gelände gebaut, auf dem im Jahr zuvor abgerissene Estadio Las Higueras stand. Das erste Spiel im September 2009 zwischen dem  CD Huachipato und Everton de Viña del Mar verlor die Heimmannschaft mit 1:2. Die offizielle Eröffnung des Stadions fand aber erst am 4. November 2009 beim Länderspiel zwischen Chile und Paraguay statt. Chile gewann nach einem 0:1-Rückstand noch in der 91. Spielminute durch ein Tor von Esteban Paredes mit 2:1.